# George David Low
George David Low (Cleveland, Ohio, 1956. február 19. – Reston, Virginia, 2008. március 15.) amerikai mérnök, űrhajós.

## Életpálya
1978-ban a Lee University (Washington) mérnöki diplomát szerzett. 1980-ban a Cornell Egyetemen megvédte diplomáját. 1983-ban a Stanford Egyetemen Légügyi és Űrhajózási ismeretekből vizsgázott. 1980-1984 között a California Institute of Technology, Jet Propulsion Laboratory mérnöki csoportjának tagja. Több bolygóközi misszió felkészítésében, rendszerfejlesztésében vett részt.
1984. május 23-tól a Lyndon B. Johnson Űrközpontban részesült űrhajóskiképzésben. Külön felkészítést kapott a Canadarm (RMS) manipulátor kar kezeléséből, az űrséták (kutatás, szerelés) módszertanából. Kiképzett űrhajósként tagja volt az STS–26, STS–27, STS–29 és STS–30 támogató (tanácsadó, problémamegoldó) csapatának. 1993-ban tagja volt, az orosz képviselőkkel folytatott integrációs egyeztetésnek, az ISS vonatkozásában. 1994-ben igazgatója az űrállomás építését segítő űrséta és koordinációs részlegnek. 1995-től a NASA Jogalkotási Ügyek Hivatalában dolgozott, segítve az Egyesült Államok Kongresszusának, a programokban részt vevő szervezetek tájékoztatását a NASA tervezett programjairól. Három űrszolgálata alatt összesen 29 napot, 18 órát és 5 percet (714 óra) töltött a világűrben. Egy űrséta alatt közel 6 órát töltött (kutatás, szerelés) a világűrben. Űrhajós pályafutását 1996. február 20-án fejezte be. 1996-tól a Orbital Sciences Corporation Launch Systems Group (Dulles) munkatársa, 2006-tól alelnöke.

## Űrrepülések
- STS–32, a Columbia űrrepülőgép 9. repülésének küldetés specialistája. A küldetés során útnak indítottak egy katonai kommunikációs műholdat, mely később geoszinkron pályára állt. Az út negyedik napján sikerült a beépített kanadai Canadarm (RMS) manipulátor robotkarjával befogni, majd a Földre visszahozni a 9724 kilogramm tömegű LDEF (Long Duration Exposure Facility) tudományos műholdat, amely a Challenger űrrepülőgép 1984-es STS–41–C küldetése óta keringett orbitális pályán. Harmadik űrszolgálata alatt összesen 10 napot, 21 órát és 00 percet töltött a világűrben. 7 258 096 kilométert repült, 172 alkalommal kerülte meg a Földet.
- STS–43, a Atlantis űrrepülőgép 9. repülésének küldetés specialistája. A legénység sikeresen pályairányba állította TDRS–5 távközlési műholdat. Egy űrszolgálata alatt összesen 8 napot, 21 órát és 21 percet (213 óra) töltött a világűrben. 5 955 217 kilométert (3 700 400 mérföldet) repült, 142 kerülte meg a Földet.
- STS–57, a Endeavour űrrepülőgép 4. repülésének hasznos teher parancsnoka. Az űrsikló robotkarjának segítségével visszanyerték az egy évvel korábban, az STS–46 útja során pályára állított négy és fél tonnás EURECA tudományos műholdat. A Spacelab laboratóriumban kereskedelmi jellegű mikrogravitációs kísérleteket végeztek. Egy űrszolgálata alatt összesen 9 napot, 23 órát és 44 percet (226 óra) töltött a világűrben. 6 608 628 kilométert (4 106 411 mérföldet) repült, 155 kerülte meg a Földet.